# Jassargus lagrecai
Jassargus lagrecai är en insektsart som beskrevs av D'urso 1982. Jassargus lagrecai ingår i släktet Jassargus och familjen dvärgstritar. Inga underarter finns listade i Catalogue of Life.